# 艾迪生·麦克道尔
艾迪生·帕克·麦克道尔（1994年1月21日—）是美国北卡罗来纳州政治人物，担任该州第六国会选区联邦众议院议员。

## 早年生活及职业生涯
麦克道尔于1994年1月出生，成长于北卡罗来纳州列克星敦，并于2016年毕业于北卡罗来纳大学夏洛特分校。他曾参与理查·休德森的联邦众议院选举活动，并在泰德·巴德众议员的选民服务部门工作。随后他担任北卡罗来纳州蓝十字蓝盾协会的游说员。

## 政治生涯
麦克道尔决定在2024年竞选北卡罗来纳州第六国会选区的众议院席位，他表示这一决定源于他弟弟卢克因意外芬太尼过量而去世的悲痛经历。麦克道尔在共和党初选中以26%的得票率排名第一，尽管他未能达到避免进行第二轮选举所需的30%得票率。马克·沃克以24%的得票率位居第二。尽管沃克最初表示希望进行第二轮选举，但他最终选择加入唐纳德·特朗普2024年总统竞选活动而不再寻求第二轮选举，从而使麦克道尔成为共和党提名人。麦克道尔在11月的选举中获胜。

## 个人生活
麦克道尔的弟弟卢克于2016年因芬太尼过量而去世。其本人有两名子女。